# Lista de personagens de Friends

Uma fotografia promocional para lançar a primeira temporada do seriado Friends. Da esquerda para a direita, Matt LeBlanc como Joey Tribbiani, Lisa Kudrow como Phoebe Buffay, Courteney Cox como Monica Geller, Jennifer Aniston como Rachel Green, David Schwimmer como Ross Geller e Matthew Perry como Chandler Bing.

Essa é uma lista de personagens da série estadunidense Friends:

## Personagens principais
- Jennifer Aniston - Rachel Green era uma mulher rica e mimada que, após abandonar o noivo no altar, foi morar com Mônica, uma amiga do colegial. O primeiro trabalho de Rachel foi como garçonete no café Central Perk, se tornando, posteriormente, uma vendedora na Bloomingdale's e na Ralph Lauren, na quinta temporada. Vivia uma relação instável com Ross, na qual tiveram uma filha, Emma. Rachel, apesar de ser inicialmente dependente da família, durante o seriado amadurece e passa a ser uma mulher independente. No último episódio da 10ª temporada, desiste de sua viagem a trabalho e passa a namorar novamente Ross.[1]
- Courteney Cox - Monica Geller, irmã de Ross e chef de cozinha,[2] é obsessiva-compulsiva por limpeza e tem um espírito competitivo.[3][4] Durante a adolescência, era obesa, o que é motivo de lembranças ruins e neuroses. Todos os personagens gostam de se encontrar no seu apartamento. Apesar dos defeitos, ela é a anfitriã-mor da série. Começa a namorar Chandler e se casa com ele na sétima temporada do programa. Na décima temporada, adotam dois filhos por uma barriga de aluguel, uma adolescente que engravidou por acidente e não sabia que teria gêmeos.[1]
- Lisa Kudrow - Phoebe Buffay saiu de casa aos 14 anos, e foi moradora de rua antes de conhecer seus amigos. Excêntrica e vegetariana, sua mãe se suicidou, e seu pai abandonou a família. Ela e sua irmã gêmea, Ursula, se odeiam. Conheceu seu meio-irmão, Frank, e aceitou ser "barriga de aluguel" para ele. Trabalha como musicista (criando músicas como "Gato Fedorento/Smelly Cat") e massagista. Na temporada final, ela se casa com Mike Hannigan, interpretado por Paul Rudd.
- Matt LeBlanc - Joey Tribbiani é um ator ítalo-americano que se torna famoso por seu papel na telenovela Days of our Lives como doutor Drake Ramoray. Tornou-se companheiro de quarto de Chandler. Possui um cômico raciocínio lento, fome enorme e adoração por pizza. Tenta conquistar toda mulher que aparece em sua frente com sua famosa frase "How you doing?". Nutriu um amor por Rachel que foi superado.[1]
- Matthew Perry † - Chandler Bing foi um processador de dados (emprego esse desconhecido pelos seus amigos) e odiava esse trabalho até que, na 9ª temporada, ele finalmente teve coragem de se demitir para trabalhar com publicidade (trabalho de que ele gostava de verdade). Ele é o mais cômico dos personagens, e conhecido por seu humor sarcástico.[5] É questionado sobre sua sexualidade e tem um pai travesti, o que aumenta ainda mais os rumores sobre sua sexualidade. Sua mãe é uma famosa escritora de romances adultos. Seu relacionamento mais longo, antes do casamento com Monica Geller, foi com a irritante Janice, eternamente conhecida pela velha e inconfundível frase: "Oh... my... God!". O namoro com Janice finalmente acabou na 3.ª temporada.[1]
- David Schwimmer - Ross Geller, irmão mais velho de Monica, é um paleontólogo que ama dinossauros e que se divorciou três vezes durante o seriado: da lésbica Carol (que lhe deu seu primeiro filho, Ben), da britânica Emily (cujo nome ele trocou pelo de Rachel no dia do casamento), e de Rachel (casaram-se bêbados em Las Vegas). Rachel e Ross tiveram uma filha juntos, Emma. É muito inteligente e apaixonado por Rachel desde o colegial.[1]

## Participações frequentes e importantes[1]
- Lisa Kudrow - Ursula Buffay é a gêmea idêntica de Phoebe Buffay na série "Friends". Ambas são interpretadas por Lisa Kudrow e aparecem juntas em cenas devido a efeitos de computador. Ursula é "folgada" e fez um filme pornô, com o nome de sua irmã. Não é muito interessada na família. Seu pai está distante e ela tem um irmão.Não é casada, mas é "namoradeira".
- Elliott Gould - Jack Geller (pai de Monica , Ross e marido de Judy, conhecido por seus comentários inapropriados e fora de hora)
- Christina Pickles - Judy Geller (mãe de Monica , Ross e esposa de Jack, tem preferência pelo filho mais velho, por considerá-lo um milagre da medicina)
- James Michael Tyler - Gunther (atendente do Central Perk, nutre um amor platônico por Rachel)
- Maggie Wheeler - Janice (ex-namorada de Chandler que é louca por ele até a terceira temporada)
- Jane Sibbett - Carol Willick (ex-mulher lésbica de Ross, mãe de Ben)
- Jessica Hecht - Susan Bunch (esposa de Carol, odiada por Ross)
- Cole Sprouse - Ben (filho de Ross e Carol)
- Paul Rudd - Mike Hannigan (namorado de Phoebe, que casa-se com ela na décima temporada)
- Anna Faris - Erica (uma grávida que não pode criar seus filhos, e escolhe Monica e Chandler para adotá-los)
- Michael G. Hagerty - Senhor Treeger (superintendente do prédio de Monica)
- Giovanni Ribisi - Frank Jr. (meio-irmão de Phoebe, e que não é muito certo das ideias)
- June Gable - Estelle (agente de Joey, uma fumante compulsiva)
- Tom Selleck - Richard Burke (amigo dos pais de Monica, se envolve amorosamente com ela, apesar de ser bem mais velho. O namoro acabou terminando porque ele se sentia velho para ter filhos e ela os queria muito)

## Participações especiais[1]
- Adam Goldberg - Eddie Menuek (mora um tempo no apartamento de Chandler quando Joey decide se mudar de lá. Se muda de lá após Joey voltar a ocupar o local.)
- Aisha Tyler - Charlie (Paleontóloga, envolve-se primeiro com Joey e posteriormente com Ross. Este último é trocado por um ex-namorado doutor com quem Charlie reata o relacionamento.)
- Alec Baldwin - Parker (um cara extremamente empolgado que sai com Phoebe)
- Alexandra Holden - Elizabeth (aluna de Ross que acaba namorando com ele)
- Alison LaPlaca - Joanna (chefe de Rachel que se envolve com Chandler)
- Audra Lindley - Frances, avó de Phoebe.
- Ben Stiller - Tommy (rapaz escandaloso que acompanha Rachel quando vão assistir a peça de Joey)
- Bob Balaban - Frank Buffay (pai de Phoebe)
- Bonnie Somerville - Mona (atendente de um buffet que namora Ross)
- Brad Pitt - Will (amigo da época de colegial de Monica e Ross, que era gordo quando adolescente. Tem um ódio mortal por Rachel desde a época da escola)
- Brent Spiner - James Campbell (entrevista Rachel no episódio "Aquele com a Princesa Consuela")
- Brooke Shields - Erika Ford (fã obsessiva de Joey)
- Bruce Buffer - Bruce Buffer (locutor de lutas)
- Bruce Willis - Paul (pai de Elizabeth, que acaba se envolvendo com Rachel)
- Carlos Gómez - Julio (poeta que trabalhava na lanchonete retrô com Monica e que saiu com ela, mas se mostrou um cafajeste ao criar um poema onde se referia a todas as mulheres como vasos vazios)
- Cole Sprouse - Ben (o filho de Ross)
- Cosimo Fusco - Paolo (italiano que sai com Rachel e enche Ross de ciumes)
- Charlie Sheen - Ryan (marinheiro que envolve-se com Phoebe durante um curto período de tempo)
- Charlton Heston - ele mesmo (participa de um filme onde Joey faz teste)
- Christina Applegate - Amy (irmã de Rachel, que batia nela quando crianças. Parece não regular muito bem.)
- Chris Isaak - Rob Donnen, que contrata Phoebe para cantar para crianças.
- Cristine Rose - Bitsy Hannigan (mãe do Michael/Mike namorado da Phoebe)
- Dakota Fanning - Mackenzie (filha do casal que vai vender a casa para Mônica e Chandler)
- Dan Castellaneta - faxineiro do zoológico que dá informações a Ross sobre o macaco Marcel
- Danny DeVito - Roy (stripper contratado para despedida de solteira de Phoebe)
- David Arquette - Malcolm (homem que segue Ursula, mas acaba seguindo Phoebe por engano)
- David Schwimmer - Russ (sujeito com quem Rachel saiu, era quase igual ao Ross e depois se apaixonou por Julie, ex-namorada de Ross)
- Debra Jo Rupp - Alice (esposa de Frank Jr. que é muito mais velha que ele)
- Denise Richards - Cassie (atraente prima de Ross e Monica)
- Dermot Mulroney - Gavin (substituto da Rachel na Ralph Lauren no período de Licença Maternidade)
- Eddie Cahill - Tag Jones (assistente de Rachel que torna-se namorado dela, o relacionamento termina quando ela faz 30 anos pois pensa que já deveria estar saindo com a pessoa com quem vai casar )
- Elle Macpherson - Janine LaCroix (companheira de apartamento de Joey que vira sua namorada, mas se muda por não gostar de Monica e Chandler)
- Ellen Pompeo - Missey Goldberg (foi colega de faculdade de Chandler e Ross, e aparece na 10ª temporada, num reencontro com os colegas de faculdade)
- Emily Osment - Lelani Meeholanofavich (garotinha com roupa de bailarina rosa, que pede o tradicional doces ou travessuras na 8ª Temporada, e em troca Rachel lhe dá um cheque)
- Evan Handler - Diretor de Days Of Our Lifes quando Phoebe vai trabalhar de figurante
- Freddie Prinze Jr - Sandy (babá que Rachel e Ross pensam em contratar para cuidar de Emma, porém, Ross o acha muito feminino)
- Gary Oldman - Richard Crosby (ator que fez filme com Joey e cospe muito quando fala)
- George Clooney - Dr. Michael Mitchell (médico que convida Monica para sair)
- Greg Kinnear - Ex-namorado de Charlie. Aplica um teste para Ross e dificulta as coisas(por ciúme, já que sabe que Ross está namorando Charlie). Quando esta tenta resolver as coisas, os dois acabam assumindo o que sentem um pelo outro e reatam ali mesmo, deixando Ross totalmente de lado.
- Gregory Itzin - Theodore Hannigan (pai do Michael/Mike namorada da Phoebe)
- Hank Azaria - David (cientista que se relaciona com Phoebe. Rivaliza com Mike perto do fim da série.)
- Helen Baxendale - Emily Waltham (inglesa que se casa com Ross, mesmo ele dizendo Rachel no altar)
- Helen Hunt - conhece a irmã de Phoebe (faz uma participação especial quando visita o Central Perk)
- Hugh Laurie - passageiro do avião que Rachel toma para ir a Londres
- Isabella Rossellini - ela mesma
- Jane Lynch - Ellen (dona da casa vizinha da que Monica e Chandler irão comprar, que quase vende a casa para Janice)
- Jason Alexander - Earl (homem que conversou com Phoebe pelo telefone, dizendo que iria se suicidar, quando Phoebe estava trabalhando na agência de telemarketing)
- Jean Claude Van Damme - ele mesmo (envolve-se com Rachel e Monica durante um filme)
- Jeff Goldblum - Leonard (aceita Joey para fazer um filme com ele)
- Jennifer Grey - Mindy (amiga de Rachel que a traiu com seu ex-noivo Barry na primeira temporada)
- Jennifer Saunders - Andrea Walthman (madrasta de Emily)
- John Stamos - Zack (o potencial doador de esperma que trabalha com Chandler)
- Jon Favreau - Pete (Rapaz milionário que se envolve com Monica)
- Jon Lovitz - Steve (cliente de Phoebe que fuma maconha antes de visitar Monica)
- Julia Roberts - Susie Moss (ex-colega de escola de Chandler, a quem Chandler atormentava, envolve-se com ele para se vingar)
- June Whitfield - governanta na casa dos Walthman
- Larry Hankin - Senhor Heckles (vizinho idoso e rabugento do andar de baixo de Monica que sempre implica com barulhos de cima, e que faleceu no começo da 2ª temporada)
- Laura Dean - Sophie (assistente de Joanna, constantemente criticada por ela)
- Lauren Tom - Julie (Ross conheceu na faculdade de palentologia e reencontrou na China e que Rachel sentiu muitos ciúmes)
- Kathleen Turner - Charles Bing (pai de Chandler que é transformista em Las Vegas, Helena Handbasket)
- Kristin Davis - Erin (Joey quer dar o fora nela mas Rachel o convence a conhecê-la melhor e ela é que dá o fora nele)
- Marlo Thomas - Sandra Green (mãe de Rachel, que era casada com Leonard Green, pai de Rachel; mas deixa de admirá-lo por seus maus hábitos e os dois rompem a relação)
- Melissa George - Molly (babá lésbica que cuidou de Emma e causou atração em Ross, Chandler e Joey)
- Michael Rapaport - Gary (policial que namorou a Phoebe por pouco tempo)
- Michael Vartan - Dr. Timothy Burke (filho do Richard a quem Mônica convidou para jantar)
- Morgan Fairchild - Nora Bing (mãe de Chandler)
- Noah Wyle - Dr. Rosen (médico que convida Rachel para sair)
- Paget Brewster - Kathy (garota por quem Chandler se apaixonou mas ela estava saindo com Joey)
- Peter DeLuize - um dos caras que roubam o boné do Chandler e proíbem que ele e Ross apareçam no Central Perk, gerando uma briga de dois contra dois.
- Phill Levis - Steve (amigo da Mônica que oferece ao Chandler um estágio não remunerado numa agência de publicidade)
- Ralph Lauren - ele mesmo. Rachel trabalha em sua empresa, mas os dois sequer se conhecem. Ela inventa para sua chefe Kim que está tendo um lance com ele.
- Rebecca Romijn - paleontóloga que se envolve com Ross, mas ele não consegue namorá-la por ela ter um apartamento sujo
- Reese Whiterspoon - Jill (irmã mimada de Rachel)
- Robin Williams - Tomas (faz uma ponta na abertura em um dos episódios da 3ª Temporada como cliente do Central Perk junto com Billy Crystal, os dois não se envolvem com os Friends, apenas estão discutindo um com o outro e chamando a atenção dos demais clientes)
- Ron Leibman - Leonard Green (Pai de Rachel Green, médico que era casado com Sandra Green mas se separa dela na 2ª temporada. Possui certo ciúme de Ross e vive desconfiando do mesmo.)
- Sarah Ferguson - ela mesma no episódio do casamento do Ross em Londres, quando Joey e Chandler estão tendo um dia de turistas. Joey tira uma foto com ela.
- Sean Penn - Eric (namorado de Ursula, e que confunde Phoebe com Ursula)
- Selma Blair - Wendy (secretária de Chandler que dá em cima dele quando ele está casado com Monica)
- Steve Ireland - Mr. Zelner (chefe da Rachel na Ralph Lauren)
- Steven Eckholdt - Mark (trabalhou na Bloomingdales com Rachel e Ross morria de ciúmes dele)
- Susan Sarandon - Cecilia Moore (atriz da novela "Days of Our Lives" que se envolve com Joey)
- Tate Donovan - Joshua (envolve-se com Rachel)
- Teri Garr - Phoebe (mãe verdadeira de Phoebe)
- Tom Conti - Stephen Waltham (pai de Emily)
- Trudie Styler - Ela mesma (esposa de Sting)
- Willie Garson - Steve Cera (síndico do prédio para o qual Ross se muda)
- Winona Ryder - Melissa Warburton (ex-amiga de faculdade de Rachel, com quem trocou alguns beijos)